# Villar del Buey (kommunhuvudort)
Villar del Buey är en kommunhuvudort i Spanien.   Den ligger i provinsen Provincia de Zamora och regionen Kastilien och Leon, i den centrala delen av landet, 230 km väster om huvudstaden Madrid. Villar del Buey ligger 772 meter över havet och antalet invånare är 790.
Terrängen runt Villar del Buey är platt, och sluttar västerut. Runt Villar del Buey är det glesbefolkat, med 10 invånare per kvadratkilometer. Närmaste större samhälle är Fermoselle, 17,3 km väster om Villar del Buey. Trakten runt Villar del Buey består i huvudsak av gräsmarker.